# Sokosari
Sokosari is een bestuurslaag in het regentschap Tuban van de provincie Oost-Java, Indonesië. Sokosari telt 6930 inwoners (volkstelling 2010).